# Josef Thoma
Josef Thoma (Vienna, 1828 – Vienna, 15 dicembre 1899) è stato un pittore austriaco paesaggista e pittore di genere.

## Biografia

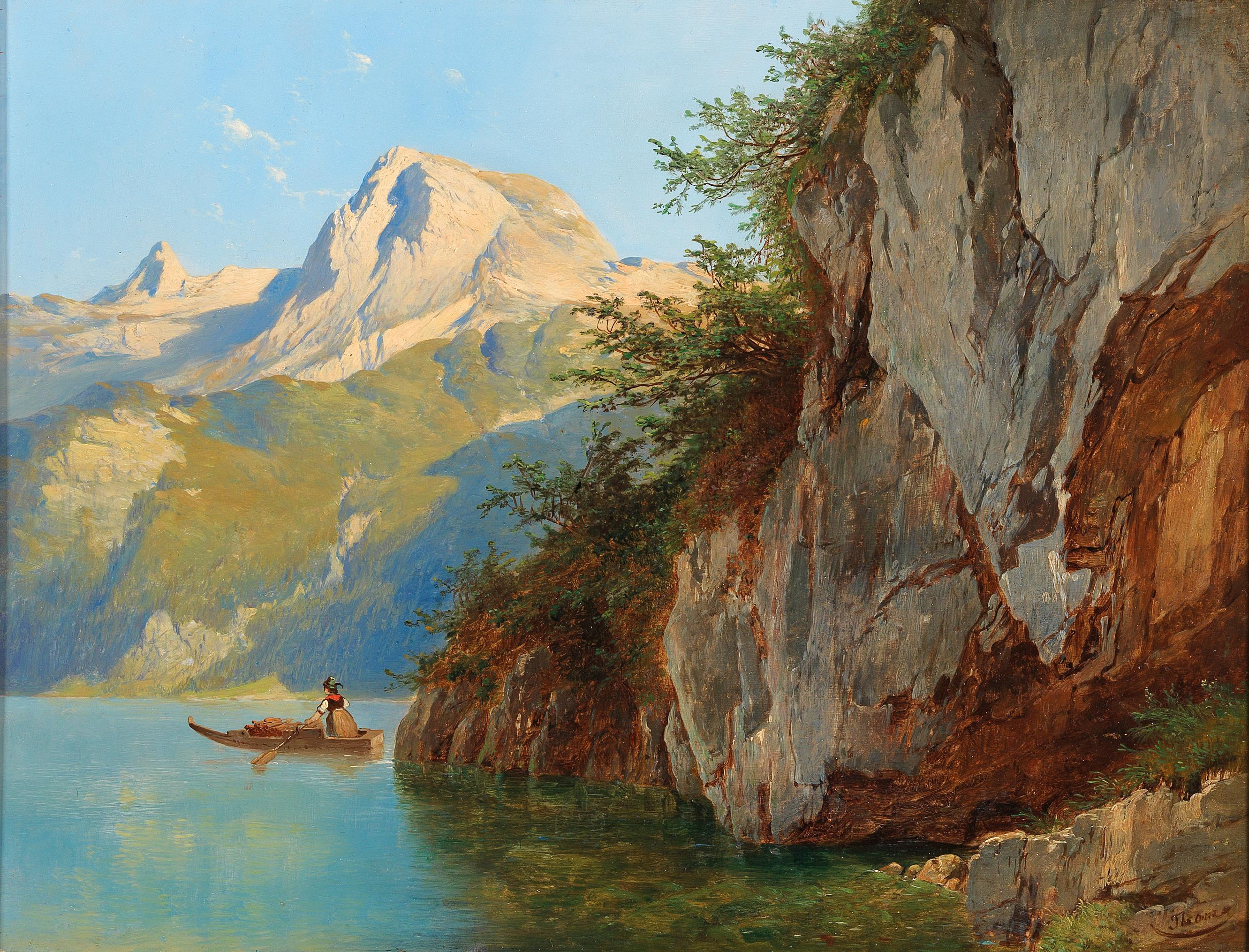
Josef Thoma: Vista dal Pfaffengföll sul lago di Hallstatt

Thoma era il figlio del pittore Josef Thoma senior. Studiò all'Accademia di Vienna e, dopo aver completato la sua formazione, ha lavorato come paesaggista nella stessa Vienna. I paesaggi alpini sono stati dei motivi frequenti nei suoi dipinti, acquerelli e disegni, influenzati dal romanticismo. Ha anche usato lo pseudonimo J. Gärtner. Era inoltre noto per le sue vedute della città di Ischl e Salisburgo, nonché per i paesaggi della Zillertal, della Val Pusteria e della Steyrtal.
Non deve essere confuso con l'omonimo paesaggista dell'Eifel, Josef Thoma (1930–1988).